# الیویه دو سر
 الیویه دو سر  (به فرانسوی: Olivier de Serres) نویسنده قرن شانزدهم میلادی اهل فرانسه است.